# Manoir de Langat
Le manoir de Langat est un édifice situé à Arradon en France.

## Localisation
Le manoir est situé sur le territoire de la commune d'Arradon, au lieu-dit Langat, dans le département du Morbihan en région Bretagne.

## Description
Le manoir date des XVIe et XVIIe siècles, portail en pierre de taille de granite, avec blason en pierre blanche. Premier logis en moellons, couvert en ardoises avec pignon découvert, à rez-de-chaussée et comble à surcroît, crossette du rampant nord est sculptée d'un animal. Puits circulaire en pierre de taille. Second logis enduit, à un étage carré et comble simple, à escalier à vis sans jour en charpente, couvert d'un toit en pavillon. Chapelle construite en calcaire, à un vaisseau, chœur à pans coupés. Fontaine à pignon en moellon de granite.

## Historique
Seigneurie créée au début du XVIIe siècle pour Yves Dronet, appartenant à une famille bourgeoise anoblie de Vannes. Le premier logis, au nord est, est probablement antérieur, construit dans la deuxième moitié du XVIe siècle : certaines ouvertures y ont été modifiées en 1880, et deux fenêtres doublées vers 1960 ; le cadastre ancien montre à l'angle nord ouest une une petite tour (d'escalier?) ou échauguette aujourd'hui détruite. Partie sud ouest du logis édifiée au XVIIe siècle. Portail d'entrée datant sans doute du début du XVIIe siècle, portant un blason dont les armes n'ont pas été identifiées. Puits dans la cour datant du XVIIe siècle. Chapelle édifiée avant 1852 pour servir de chapelle mortuaire à la famille Jollivet Avrouin, alors propriétaire. Fontaine datant peut être du XVIIIe siècle.
Le manoir est inscrit à l'inventaire général du patrimoine culturel.